# Fraktografie

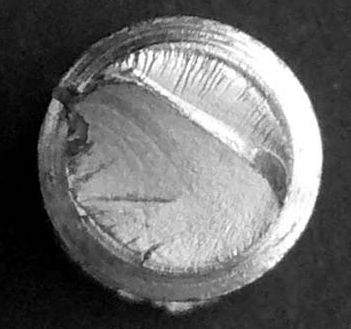
Lomová plocha únavově porušeného šroubu.

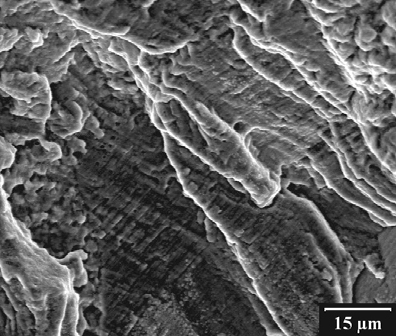
Pole striací na lomové ploše vytvořené únavou (ocel).

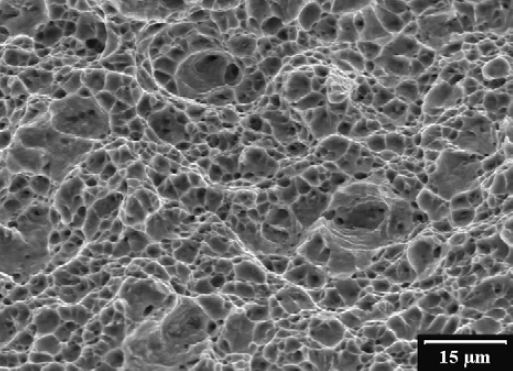
Tvárný důlkový lom oceli.

Fraktografie (nauka o lomech) se zabývá studiem a popisem vlastností nových povrchů, vytvořených v pevných tělesech účinkem procesů porušování. Zkoumá vazby mezi těmito vlastnostmi a mechanismy porušování, vlastnostmi materiálu a dalšími faktory, které vyvolaly a ovlivnily proces porušování.
Fraktografická analýza má nezastupitelnou roli při zjišťování příčin provozních poruch. Získané výsledky mohou být využity při odstraňování příčin havárií (např. vhodnými zásahy do technologie), při studiu zákonitostí porušování složitých mechanických soustav, nebo při odhadu životnosti konstrukcí.
Fraktografie se uplatňuje i při výzkumu lomových vlastností nově vyvíjených materiálů. Informace o lomovém chování materiálů jsou nezbytným požadavkem pro průmyslové aplikace, protože odolnost proti porušování určuje skutečnou únosnost resp. míru bezpečnosti mechanických soustav a konstrukcí.
Dále působí fraktografie jako zdroj informací o mikromechanismech porušování ve vazbě na vnitřní stavbu (mikrostrukturní charakteristiky) pevných látek a přispívá tak základnímu i aplikovanému výzkumu ve fyzice pevných látek a ve fyzikální metalurgii.

## Historický vývoj
Původně se fraktografie zabývala pouze lomem kovů, v současnosti je zaměřena i na ostatní materiály jako jsou keramiky, plasty, skla, kompozity, dřevo nebo dokonce biologické tkáně.
Už ve středověku byl vzhled lomu používán pro zajištění kvality kovu např. pro zvony nebo děla. Proceduru pro hodnocení kujnosti železa podle jeho lomového chování popsal např. Georgius Agricola ve své knize De Re Metallica z r. 1556 (vyšla až po jeho smrti). První doložené použití mikroskopu pro pozorování lomu je obrázek lomu vápence, který v roce 1665 pořídil Robert Hooke. Prvním, kdo použil mikroskop pro hodnocení lomů kovů byl v roce 1722 René-Antoine Ferchault de Réaumur, který ve své knize ilustroval makroskopické i mikroskopické znaky lomových ploch železných a ocelových těles (dnešními slovy bychom řekli, že sestavil první atlas lomů). Vizuální hodnocení lomů se následně používalo pro hodnocení kvality materiálu (např. ve vojenství pro hodnocení porušených hlavní děl). K rozvoji fraktografie významně přispěl A. Martens, který sledoval povrch lomů a současně vyleštěné a naleptané výbrusy (zabýval se studiem vazby mezi mikromorfologií lomu a mikrostrukturou materiálu). Pro popis lomů zavedl např. termín „Bruchlinien“, který se dnes používá jako radiální čára („fracture line“). Dále popsal makroskopické charakteristiky lomů získaných při namáhání tahem, ohybem a krutem a při únavě. William Chandler Roberts-Austen, D. K. Chernov a později Johan August Brinell sledovali vliv tepelného zpracování na povrch lomů ocelí.
Pozorování bylo zpočátku realizováno pomocí světelného mikroskopu, což bylo komplikované, neboť v důsledku reliéfu lomu mohlo dojít k poškození objektivové čočky (musely být vyvinuty speciální přípravky pro upnutí vzorků do mikroskopu). Nízká hloubka ostrosti a rozlišovací schopnost daná vlnovou délkou světla, neumožňovaly pozorování charakteristických morfologických znaků, jejichž výskyt je zcela jednoznačně vázán na určitý mechanismus porušování (tzv. fraktografických znaků). Později po zavedení elektronové mikroskopie byly tyto problémy prakticky odstraněny. V druhé polovině dvacátého století následoval bouřlivý rozvoj fraktografie. Nejprve byly lomové plochy pozorovány pomocí replik v transmisním elektronovém mikroskopu, později mohl být v řádkovacím (rastrovacím) elektronovém mikroskopu pozorovány i poměrně rozměrné vzorky přímo obsahující lomovou plochu. Pomocí řádkovacího elektronového mikroskopu např. C. Laird a G. C. Smith pozorovali v roce 1961 únavové striace, což jsou útvary, které nejsou ve světelném mikroskopu zřetelné. V současnosti je řádkovací elektronový mikroskop nezbytným vybavením každé fraktografické laboratoře.
Na území tehdejšího Československa se o rozvoj fraktografie významně zasloužil prof. Ivan Nedbal, který v roce 1973 založil na katedře materiálů fakulty jaderné a fyzikálně inženýrské ČVUT v Praze první specializované fraktografické pracoviště a zavedl fraktografii do výuky oboru Stavba a vlastnosti materiálu.